# Yakuza: Dead Souls
Yakuza: Dead Souls (龍が如く OF THE END, Ryū Ga Gotoku of the End) est un jeu vidéo d'action-aventure développé par Sega sur la console PlayStation 3.
Le jeu diffère des autres épisodes de la série puisqu'en plus d'être un jeu d'action, il incorpore une grande partie fantastique par le biais des zombies, ce qui le rapproche du genre survival horror.

## Synopsis
Le quartier de Kabukichô est en proie à une  épidémie inconnu transformant peu à peu ses habitants en morts-vivants . Les forces d'autodéfense   mettent en quarantaine le quartier. Les membres des mafias locales s'allient pour lutter contre les Zombies. Le joueur assume toujours le contrôle des principaux personnages de la série Yakuza, comme Kazuma Kiryu et Goro Majima.

## Système de jeu
Le gameplay met  en avant les armes à feu, contrairement aux autres opus qui avaient davantage d'armes de mêlée et se concentraient sur le corps à corps. Il est possible d'améliorer ces armes (changer la capacité de coups par exemple ). Il est toujours possible d'utiliser les éléments du décor contre les ennemis.

## Développement
Le titre a été annoncé pour la première fois en juin 2010, lors d'une interview avec le producteur de la série Toshihiro Nagoshi dans Famitsu, au cours de laquelle il a mentionné qu'un nouveau jeu Ryū ga Gotoku était en développement et qu'il mettrait en avant Goro Majima.
Une série d'annonces a ensuite été faite sur le site web de SEGA, révélant les quatre personnages principaux un par un.

## Commercialisation
Une édition collector du jeu, intitulée DX Pack, a été commercialisée au Japon. Celle-ci comprend :
- un CD (Karaoke Best Selection) contenant une sélection de 16 musiques
- un thermos en métal orné d'un dragon (représentation du tatouage de Kazuma Kiryu) et d'un oni (représentation du tatouage de Majima Goro)
- une planche d'autocollants
- un exemplaire du jeu